# Parilia Dorsa
I Parilia Dorsa sono una struttura geologica della superficie di 4 Vesta.